# Griminish
Griminish, schottisch-gälisch: Griminis, ist eine kleine, ländliche Streusiedlung im Zentrum der schottischen Hebrideninsel Benbecula.

## Beschreibung
Die Ortschaft erstreckt sich entlang einer Verbindungsstraße zwischen der A865 und der küstennahen B892. Die nächstgelegene Ortschaft ist der Weiler Torlum rund einen Kilometer südlich, während Balivanich, der Hauptort der Insel rund drei Kilometer nördlich gelegen ist. Verschiedene Seen umgeben Griminish, von denen der Loch Olavat im Südosten und der Loch Fada am Westrand die größten sind.

## Geschichte
Auf der Karte der Ordnance Survey aus dem Jahre 1881 sind in Griminish 43 bedachte, drei teilweise bedachte und elf unbedachte Häuser verzeichnet. Im Jahre 1972 waren es 28 bedachte, vier teilweise bedachte und 22 unbedachte.
Im Laufe der 1870er Jahre nutzte die Free Church die ehemalige Dorfschule als Kapelle. Mit Fertigstellung der Griminish Church bezog die Kirchengemeinde ihr neues Gebäude, das heute von der Church of Scotland genutzt wird. Zeitweise existierte in Griminish auch eine römisch-katholische Marienkirche.